# Leptonycteris nivalis
Leptonycteris nivalis är en fladdermusart som först beskrevs av Henri Saussure 1860.  Leptonycteris nivalis ingår i släktet Leptonycteris och familjen bladnäsor. IUCN kategoriserar arten globalt som starkt hotad. Inga underarter finns listade i Catalogue of Life.
Arten blir 70 till 90 mm lång, saknar ytlig svans och väger 18 till 30 g. Den har ljusbrun till gråaktig päls på ovansidan. Liksom hos andra arter av samma släkte förekommer en lång tunga med papiller på spetsen. På den långdragna nosen sitter en trekantig hudflik (bladet). Den del av flygmembranen som ligger mellan bakbenen är täckt av hår.
Denna fladdermus förekommer från södra Arizona, södra New Mexico och västra Texas (USA) över Mexiko till Guatemala. Arten lever i kulliga områden och i bergstrakter mellan 500 och 3500 meter över havet. Habitatet utgörs av blandskogar och av torra buskskogar.
Individerna vilar vanligen i grottor och bildar där stora kolonier med cirka 10 000 medlemmar. Ibland används byggnader, trädens håligheter och vägtrummor som sovplats. Arten är nattaktiv och äter främst nektar och pollen samt några frukter och ibland insekter. Populationer som lever i norra delen av utbredningsområdet flyttar före vintern till sydligare regioner. Honor föder i maj eller juni en enda unge.
När honan letar efter föda följer ungen med genom att hålla sig fast i moderns päls. Livslängden går antagligen upp till 10 år.